# Бушевиц, Ансис
Ансис Бушевиц (10 ноября 1878 года, Попен, Виндавский уезд, Курляндская губерния, Российская империя — 10 августа 1942, РСФСР, СССР) — латвийский политический деятель; боевик, революционер, член ЛСДРП, активный участник революционных событий 1905—1907 года в Риге и Прибалтике, впоследствии — один из членов Народного совета, прокламировавшего независимость Латвии 18 ноября 1918 года. Член Учредительного собрания. Депутат 1. и 4. Сеймов Латвии. Министр финансов Латвии в 1923 году. Поддержал установление советской власти в Латвии в 1940 году; вступил в КПЛ и был избран в Народный Сейм.

## Образование, революционная деятельность
Родился в Виндавском уезде, учился в Петербурге, получил хорошее среднее образование, после чего поступил на юридический факультет Санкт-Петербургского государственного университета, который закончил в 1904 году. Работал адвокатом с 1904 года. В последнее десятилетие XIX века увлёкся марксистской идеологией, вступил в ряды социал-демократического рабочего движения, занимался пропагандой революционных настроений в Петербурге и Риге. В 1901 году организовал введение нелегальной литературы социал-демократического толка из Германии. После основания ЛСДРП в 1904 году вошёл в состав её Центрального комитета, пользовался авторитетом среди других членов партии. Принимал участие в организации многих громких революционных акций в Прибалтийских губерниях в период революционных событий 1905—1907 годов.
Не являлся сторонником жестоких мер в отношении прибалтийско-немецкой элиты. 28 ноября 1905 года в Кокенгаузене (вблизи Риги) произошло вооружённое столкновение между отрядом боевиков-повстанцев и драгунским подразделением, охранявшим прибалтийско-немецких дворян, которые спешно эвакуировались из охваченных беспорядками владений в окрестностях Риги. Было убито 5 драгун, а 36 представителей остзейских дворянских фамилий попали в плен к участникам боевых бригад. Ансис Бушевиц отправился из Риги в Кокенгаузен с целью уговорить повстанцев освободить остзейских узников.

## Съезд, ссылка в Тобольск, возвращение, заключение в немецкий концлагерь
В 1906 году представлял латышскую социал-демократию на объединительном конгрессе с РСДРП, IV съезд которой состоялся в Стокгольме. Та он лично познакомился с И.В. Джугашвили-Сталиным. В 1909 году был арестован и примерно полгода провёл в заключении. Обвинённый в членстве в террористических боевых организациях ЛСДРП и РСДРП, он был приговорён к ссылке в Тобольск. В 1914 году смог вернуться в Прибалтийские губернии, обосновался в Либаве, принимал участие в издании либавских левых газет. Оказал активнейшее сопротивление кайзеровскому оккупационному контингенту, но был пойман и по решению оккупационного военно-полевого суда был приговорён к заключению в концлагерь.

## Участие в политической жизни Латвии с 1918 по 1940 год
Осенью 1918 года вернулся в Латвию, где принял участие в партийных переговорах, проходивших с целью формирования Народного совета. Вскоре вошёл в состав Народного совета, а потом возглавил ЦК ЛСДРП. Оставался на этой должности до 1922 года. Параллельно с 1919 по 1921 год занимал должность градоначальника Лиепаи. В 1920 году избран в состав Конституционного (Учредительного) собрания, в котором заведовал работой отделов финансов, сельского хозяйства, иностранных дел. Руководил составлением первого в истории независимой Латвии государственного бюджета. Занимался обеспечением и проверкой мандатов. Курировал деятельность комиссий по промышленности и торговле. Участвовал в разработке и ратификации мирного договора между Россией и Латвией, заключённого в Риге 11 августа 1920 года. Входил в состав латвийской делегации.
В 1922 году был избран в I Сейм. Входил в состав комиссии по сельскохозяйственной политики, также состоял в комиссиях финансов и бюджета. В 1923 году занял пост министра финансов в кабинете министров Яниса Паулюка. В июне этого же года объявил о своей отставке ввиду разногласий по ряду вопросов; вместе с ним о своей отставке заявили ещё пятеро министров, что привело к падению кабинета Паулюка. В 1925 году не был избран во II Сейм, однако вернулся в парламент в 1931 году после выборов IV Сейма. После государственного переворота Ульманиса вместе с другими яркими представителями социал-демократического движения был отправлен в Лиепайскую военную тюрьму, где возник специальный политический концлагерь для инакомыслящих, не согласных с диктатурой Ульманиса. Тем не менее, вместе с большинством других латвийских соцдемов был вскоре освобождён из заключения в 1935 году.

## Поддержка установления советской власти в Латвии
Активно поддержал установление коммунистического правления в Латвии в июне 1940 года, возглавил Центральную Избирательную комиссию Советской Латвии и был избран в Народный Сейм. 21 июля 1940 года был участником латвийской делегации в Москву, лично от имени делегации подал прошение о включении Латвийской Советской Социалистической республики в состав СССР. В 1941 году после вторжения вермахта эвакуировался в РСФСР, где он умер 10 августа 1942 года. Похоронен в Москве на Даниловском кладбище, вблизи храма Сошествия Святого Духа. На надгробии надпись: "Он жил...".